# Matt Boroff & The Mirrors
Matt Boroff & The Mirrors ist eine von Österreich aus agierende, international besetzte Rockband. Das Trio besteht aus dem Namensgeber der Band, dem Amerikaner Matt Boroff (Gesang und Gitarre), dem Österreicher Little Konzett (Schlagzeug) und dem Deutschen Rolf Kersting (Bass). Die Band konnte sich seit 2004 vor allem bei deutschen und österreichischen Musikkritikern einen Namen machen, gewann mehrere Musikpreise und gilt unter Journalisten als exzellente Live-Formation. Die Presse vergleicht die stimmungsvolle Musik der Band gerne mit Filmwerken von David Lynch und Quentin Tarantino.

## Bandgeschichte
Der aus New Jersey stammende Matt Boroff macht sich in den 1990ern als Gitarrist der amerikanischen Band Planet Dread erstmals einen Namen. Ab 1997 spielte er als Solokünstler ausgiebig in New Yorker Clubs. Im Jahr 2000 zog Boroff nach Vorarlberg, Österreich, um kurz darauf mit dem Schlagzeuger Little Konzett und dem Bassisten Markus Bodenseh die zunächst nur Matt Boroff heißende Band zu gründen. Für erstes mediales Aufsehen sorgte das Trio 2004 mit der Veröffentlichung des selbstbetitelten Debütalbums „Matt Boroff“. Es erschien auf dem Label LoEnd Recs, das von Schlagzeuger Little Konzett betrieben wird. Zur selben Zeit gewann Matt Boroff den Online-Bandwettbewerb TonBandTest. Die aus bekannten österreichischen Musikjournalisten bestehende Jury beschrieb die Musik als „Dreckig, frisch, irritierend, spannend“ und stellte internationale Vergleiche an: „Hätten The Jesus Lizard je ein ,Popalbum’ aufgenommen – vermutlich hätte es so geklungen.“
Im Jänner 2005 wurde Markus Bodenseh durch den Stuttgarter Bassisten Rolf Kersting ersetzt. Die Band tourte durch Europa und veröffentlicht im Jahr 2006 mit „Ticket to Nowhere“ ihr zweites Album. Es erschien in Kooperation mit der Plattenfirma Universal Music in Deutschland, Österreich sowie der Schweiz und wird häufig unter der Kategorie Wüstenrock eingereiht. Abermals sehr stark von der Musikkritik wahrgenommen, wurde Matt Boroffs Musik in einem TV-Werbespot für den Internetanbieter AON verwendet. Für das von Matt Boroff selbstgestaltete Musikvideo zum Song No Meaning gewann das Trio im selben Jahr den „Austrian Newcomer Video Award“. Die Band spielte von Großbritannien bis nach Nordafrika ausgiebige Tourneen.
Das dritte Album „Elevator Ride“ erschien im März 2008. Die Band nannte sich ab sofort Matt Boroff & The Mirrors, um die Relevanz der Rhythmussektion für den Sound des Trios zu unterstreichen. Auch „Elevator Ride“ wurde von der Kritik euphorisch aufgenommen. Die österreichische Tageszeitung Der Standard sprach von „eine Art Rockabilly - durch den Wolf von Punk, Grunge und Wüstenrock gedreht. Alt, aber neu.“  Der deutsche Musikexpress schrieb: „Elevator Ride ist ein schmerzhaft schönes Bad in Scherben und Splittern von Tom Waits, Nick Cave und den Pixies, das dann am besten tut, wenn die Stimmung blaugrau wird.“ Die mediale Aufmerksamkeit führte indes dazu, dass fünf Songs von „Elevator Ride“ im 2009 anlaufenden Hollywood-Film Little Fish, Strange Pond verwendet werden.

## Diskografie
- Matt Boroff (2004, LoEnd Recs)
- Ticket To Nowhere (2006, LoEnd Recs/Universal Music)
- Elevator Ride (2008, LoEnd Recs/Sony BMG)